# 敖德木勒
敖德木勒（1945年—），女，蒙古族，内蒙古乌兰浩特人，中国舞蹈家，中国舞蹈家协会理事，第七、八、九、十届全国政协委员。